# Nasen-Peitschennatter
Die Nasen-Peitschennatter (Ahaetulla nasuta), auch Baumschnüffler, ist eine schlanke, grüne Baumschlange und gehört zur Familie der Nattern. Sie lebt in den feuchten Gebieten von Indien und Südostasien.

## Merkmale
Wie alle Peitschennattern hat die Nasen-Peitschennatter einen grazilen Körperbau und die für diese Gattung typischen waagrecht-ovalen Pupillen. Der Kopf ist spitz zulaufend, an seinem Ende befindet sich der namensgebende Fortsatz, der durch den Rostralschild gebildet wird.  Die Giftzähne der Trugnatter liegen im hinteren Teil des Kiefers, sie sind also opistoglyph.
Die Augen sind sehr groß. Zwischen den großen Supraokularen liegt das schmale Stirnschild (Frontale).

## Lebensweise
Zu ihrer Nahrung gehören meistens Frösche und Eidechsen.
Auch Vögel wie beispielsweise der Bajaweber (Ploceus philippinus) werden erbeutet.
Sie bewegt sich üblicherweise sehr langsam und vertraut auf ihre blattgrüne Tarnung. Wenn die Nasen-Peitschennatter gestört wird, dehnt sie ihren Körper, zeigt ihre schwarz-weißen Markierungen und droht dem Störenfried mit geöffneten Maul (siehe Bild rechts oben).
Die lebend gebärenden Schlangen bringen 5–15 Junge auf die Welt.
Nasen-Peitschennattern sind leicht giftig und durch einen Biss entstehen Schwellungen. Die Symptome lassen aber gewöhnlich nach drei Tagen nach.
Im südlichen Indien existiert die weit verbreitete Sage, dass sie mit ihrem spitzen Kopf die menschlichen Opfer blendet.